# Милорад Мића Станојловић
Милорад Станојловић (Дружетић, код Коцељеве, 1919 — Млиниште, код Мркоњић Града, 30. септембар 1942), учесник Народноослободилачке борбе и народни херој Југославије.

## Биографија
Рођен је 1919. године у селу Дружетић, код Коцељеве.
Био је активни поднаредник Југословенске војске. После Априлског рата и капитулације војске, 1941. године, Милорад је избегао заробљавање и наоружан се вратио у родно место. Ту се повезао са члановима Комунистичке партије Југославије (КПЈ), који су радили на организовању устанка у ваљевском крају, и активно учествовао у организовању устанка.
Приликом формирања Подгорске чете Ваљевског партизанског одреда, 11. јула 1941. године, постао је борац те чете. Као активни војник, истакао се већ у првим борбама чете - у борби код села Гола Глава, захваљујући његовом плану чета је заробила групу немачких војника. Истакао се и у борби код села Осладића, на путу Ваљево-Лозница, 2. септембра 1941. године. Тада је његова чета нападала немачку моторизовану колону, која се кретала од Крупња према Ваљеву. У том нападу, он је, с пушкомитраљезом, колону сачекао на око 50 метара, и затим је по њој осуо ватру. Колона је била разбијена, 3 камиона уништена, а велики број немачких војника - убијен и рањен. За своје дотадашње заслуге у борби, августа 1941. године примљен је у чланство Комунистичке партије Југославије.
Када је септембра 1941. године, Подгорска партизанска чета, прерасла у батаљон, Милорад је постављен за командира чете. У борбама током Прве непријатељске офанзиве, он је са својом четом сачекао немачке тенкове код села Грабовице, на путу између Ваљева и Шапца, и на њих с неколико метара бацио бомбе. После ове краће борбе, Немци су се уз осетне губитке повукли у Ваљево. Убрзо потом, починио је сличну акцију, када је, са својом четом, сачекао у заседи немачку казнену експедицију која се кретала од Лознице према Ваљеву, и нанео јој тешке губитке, а остатак натерао у повлачење.
На дужности командира Подгорске чете Ваљевског партизанског одреда остао је све до 6. марта 1942. године, када се, с делом Одреда, пребацио преко реке Дрине, и пошао у сусрет Врховном штабу НОП и ДВЈ и главнини партизанских снага. По доласку у Врховни штаб, Милорад је, као искусан и храбар борац упућен у Пратећу чету Врховног штаба, где је постављен за водника.
Погинуо је 30. септембра 1942. године, код села Млиништа, близу Мркоњић Града. Он се тада налазио у пратњи др Симе и Олге Милошевић и упали су у четничку заседу, која је била постављена на свега 300 метара од логора Врховног штаба. Четници су на њих отворили ватру из пушкомитраљеза, и Милорад је био погођен у груди, а Олга Милошевић је била лакше рањена у руку. Иако тешко рањен, он је отворио ватру из свог аутомата, и пружио отпор четницима, омогућивши тако др Сими и Олги Милошевић да се повуку ка партизанском логору.
Указом председника Федеративне Народне Републике Југославије Јосипа Броза Тита, 7. јула 1953. године, проглашен је за народног хероја.